# Гастальди, Джироламо
Джироламо Гастальди (итал. Girolamo Gastaldi; 1616, Таджа, Генуэзская республика — 8 апреля 1685, Рим, Папская область) — итальянский куриальный кардинал. Генеральный казначей Апостольской Палаты с 29 ноября 1669 по 12 июня 1673. Апостольский легат в Болонье с 9 мая 1678 по 23 октября 1684. Архиепископ Беневенто с 19 февраля 1680 по 8 апреля 1685. Камерленго Священной Коллегии кардиналов с 15 января по 8 апреля 1685. Кардинал-священник с 12 июня 1673, с титулом церкви Санта-Пуденциана с 17 июля 1673 по 13 сентября 1677. Кардинал-священник с титулом церкви Сант-Анастазия с 13 сентября 1677 по 8 апреля 1685.